# Tangara labradorides
Tangara labradorides là một loài chim trong họ Thraupidae.